# Vruyr Galstian
 (mars 2014).
Vruyr Galstian (en arménien: Վրույր Գալստյան, né le 3 mars 1924 à Erevan, en Arménie, mort le 10 juillet 1996 à Erevan) est un peintre arménien. 

## Biographie
Vruyr Galstian a terminé, en 1958, le Collège d’art Panos Terlemezian d’Erevan. De 1959 à 1964, il a étudié à l’Institut d’État des Beaux-Arts d’Erevan. 
Depuis 1962, il a participé à des expositions en Arménie, ainsi qu’à l'étranger (Argentine, Portugal, France, Allemagne, Royaume-Uni, États-Unis d'Amérique divers pays de l’Union soviétique). En 1968, il est devenu membre de l’Union des artistes d’Arménie. 

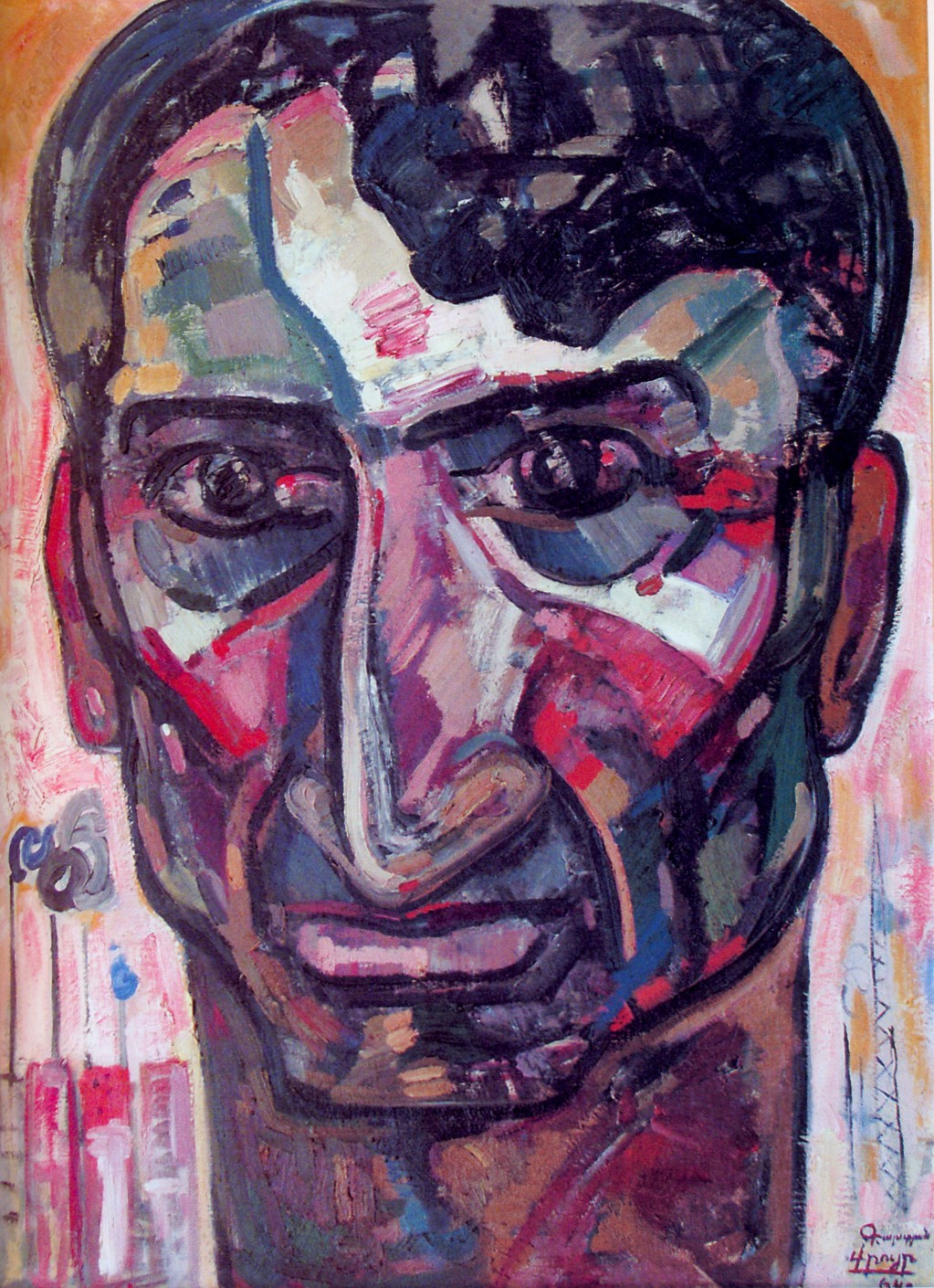
Portrait de Yéghiché Tcharents,1964

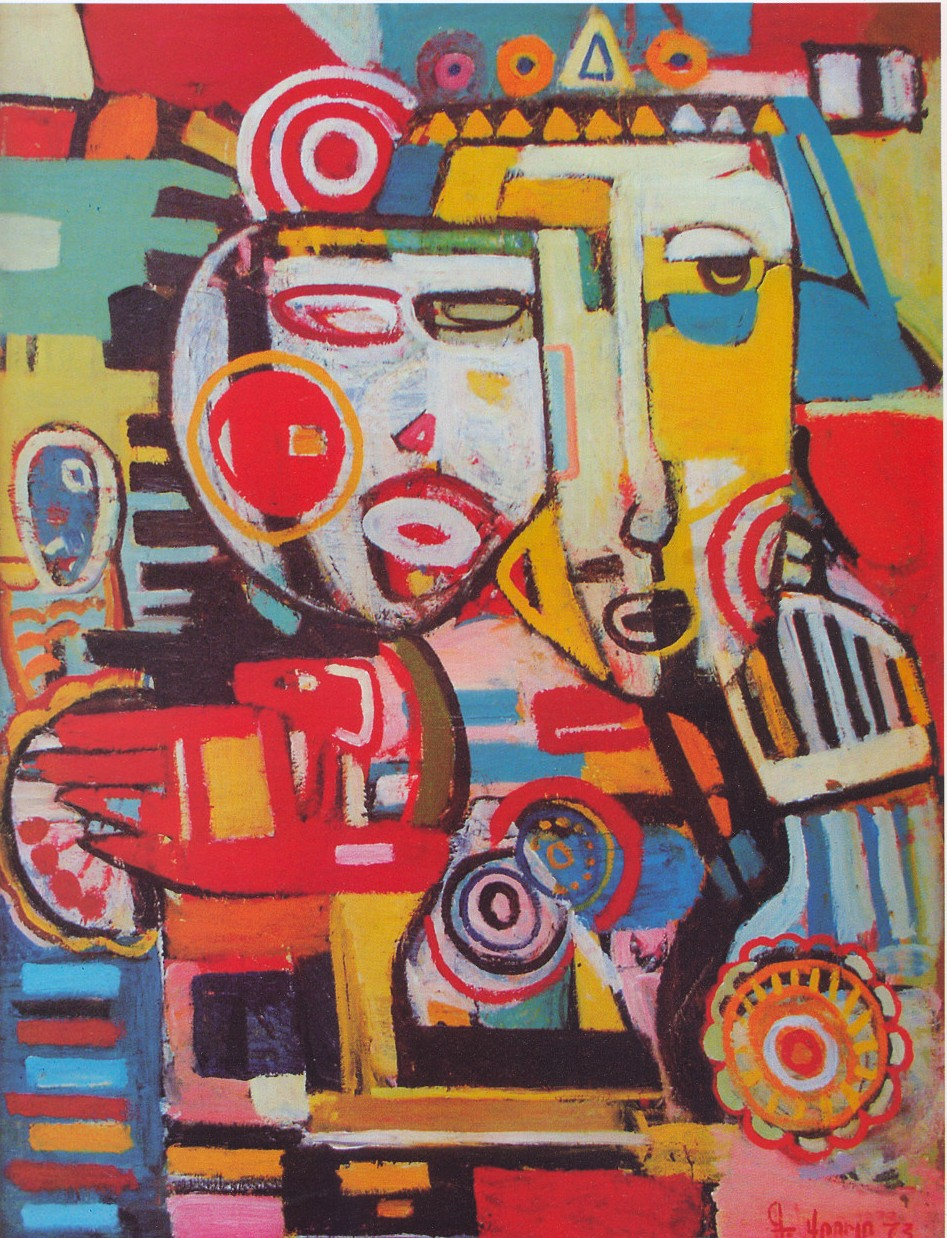
Dans ton rêve, 1973

Ses œuvres sont exposées à la Galerie nationale d'Arménie, au Musée des arts modernes d’Erevan, à la Galerie Tretiakov de Moscou, au Musée d'art oriental de Moscou et dans de nombreuses collections privées.